# Жень Є
Жень Є (13 липня 1986) — китайська хокеїстка на траві.
Срібна призерка Олімпійських Ігор 2008 року, учасниця 2012 року.
Переможниця Азійських ігор 2006, 2010 років.
Чемпіонка Азії 2009 року, бронзова призерка 2004 року.
Срібна призерка Азійського Трофею чемпіонів 2011 року.